# 粘球
粘球（ねんきゅう、英 : slime ball）とは粘液が球状になったものである。生物には粘液を球形にしたものを生活に利用している例が随所に見られる。ここではこれについて述べる。
粘液は液体だから何の支えもなく球形の形状を保つことはない。平面上ではやがて広がってしまうかどこかに流れ落ちる。したがって、粘液が長時間球形の形であるのは小さな点で支持されて中空にある場合である。たとえばモウセンゴケの葉の表面から出た粘毛の先端には分泌された粘液が球形になって支持される。また、コガネグモ等のクモの網には、粘球を並べた糸がある。この場合、当初はその糸の表面に粘液が一面についているが、次第にほぼ等間隔の小さな粘球に分かれる。
このような粘球は他者に粘り着くためにある例が多い。上記の二例はいずれも小さな虫を粘り着けてつかまえるための仕組みである。ヌマダイコンの果実にある粘球は、逆に果実を大型動物にくっつけさせ、種子散布を手伝わせることが目的と見られる。
もう一つの在り方は、小さなばらばらの構造を、そのままではばらけてしまうのを纏めるために粘液にとじ込める、という場合である。特に水中では粘液でまとまった小塊になるという例はあちこちで見掛ける。
第1中間宿主であるヤマホタルガイなどの陸生巻貝から排出される槍形吸虫のセルカリア幼生の集は、数百個のセルカリアが粘液に包まれ球状を呈したものである。粘球は第2中間宿主であるクロヤマアリなどヤマアリ属（Formica spp.）のアリに摂取され、体内でメタセルカリアへと発育する。水生シダ類のアカウキクサでは、小胞子が粘球に閉じこめられ、集団になったままで存在する。菌類では、胞子が形成されたときに粘球の中に放出される例があり、これをwet sporeという。